# Phosphatière du Cloup d'Aural
La phosphatière du Cloup d'Aural est une ancienne mine à ciel ouvert de roche phosphatée située sur le territoire de la commune de Bach, dans le département du Lot.

## Histoire
En 1865, au cours d'une visite à son beau-frère, au hameau de Cos, près de Caylus, Jean-André Poumarède, pharmacien, médecin et chimiste à Caussade, remarque la verdeur du blé dans un champ. Il est intrigué par les débris osseux et de curieuses pierres mamelonnées qui parsèment le champ. Il prélève des échantillons. Dans l'année qui suit il fait des analyses et constate qu'ils ont une teneur de 70 à 80 % de phosphate tricalcique. Le 4 janvier 1867, il écrit au préfet de Tarn-et-Garonne : « J'ai l'honneur de vous communiquer que je viens de faire une découverte qui peut avoir une certaine importance pour l'agriculture et la paléontologie ».

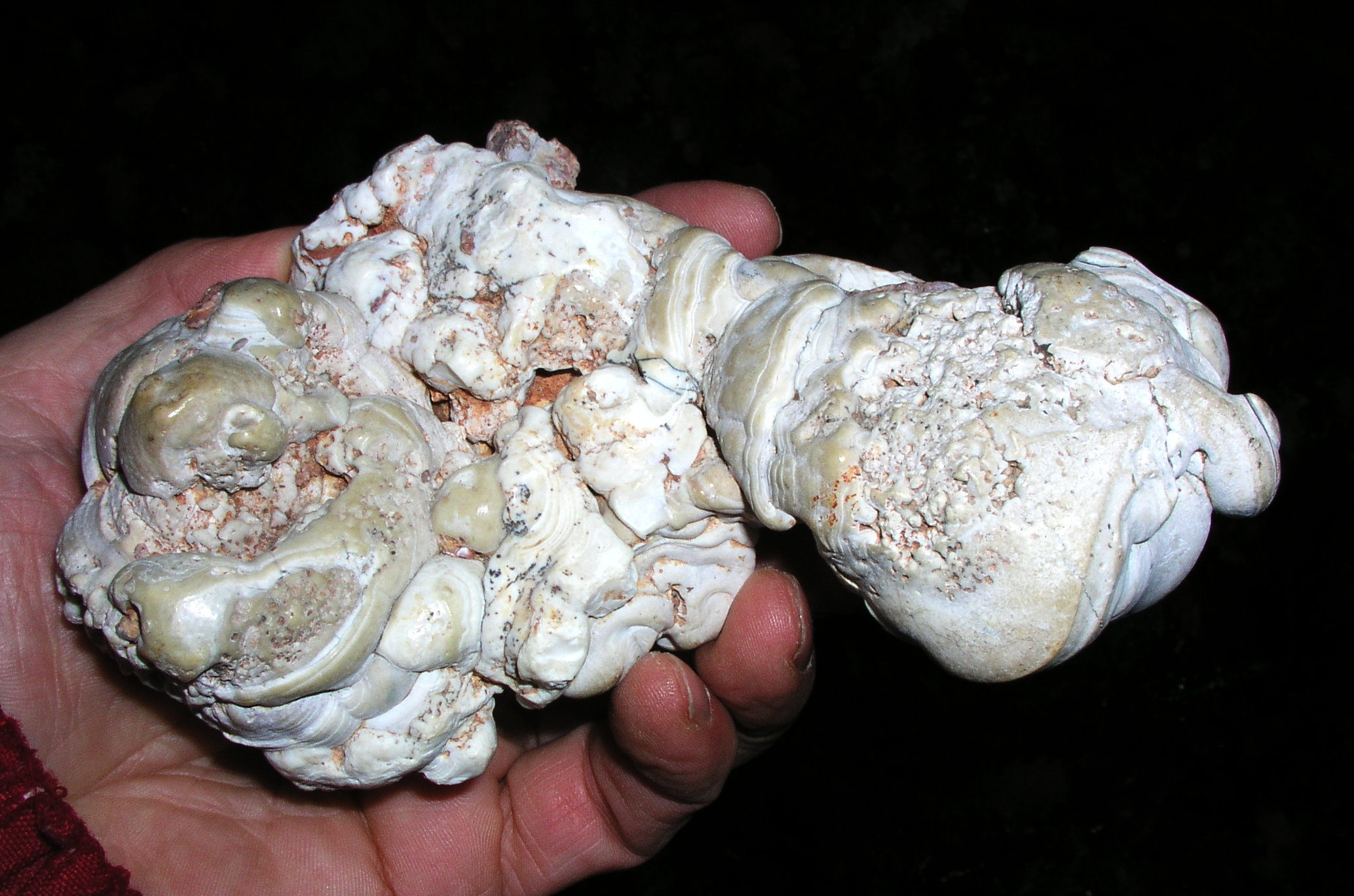
Nodule provenant des gisements de phosphates du Quercy.

La France s'est intéressée assez tardivement au phosphate pour l'agriculture. Jean-Baptiste Boussingault s'était opposé en 1840 à Justus von Liebig sur son utilité et défendait que seuls les engrais organiques, les fumiers, le guano ou le nitrate du Chili qui contient de l'acide nitrique, avaient de la valeur et avait montré l'importance de l'azote en agriculture. L'exploitation des nodules de phosphate avait commencé en Grande-Bretagne en 1842 dans les Cambridge Greensand, début d'une ruée sur le phosphate. En France, cette exploitation commence dans les sables verts de l'Albien dans les Ardennes en 1855. Ces nodules de phosphates étaient appelés par les habitants les « crottes du diable ». En 1855, Adolphe Bobierre (1823-1881) a montré l'effet fertilisant des roches sédimentaires phosphatées. Ferdinand Panescorse (1808-1888) a publié en 1872 un « Mémoire sur les phosphates de chaux et les coprolithes fossiles du Var ». En 1887, Stanislas Meunier a écrit : « On peut dire que l'importance agricole d'un pays est exactement mesurée par la quantité de phosphate de chaux qu'il consomme ».

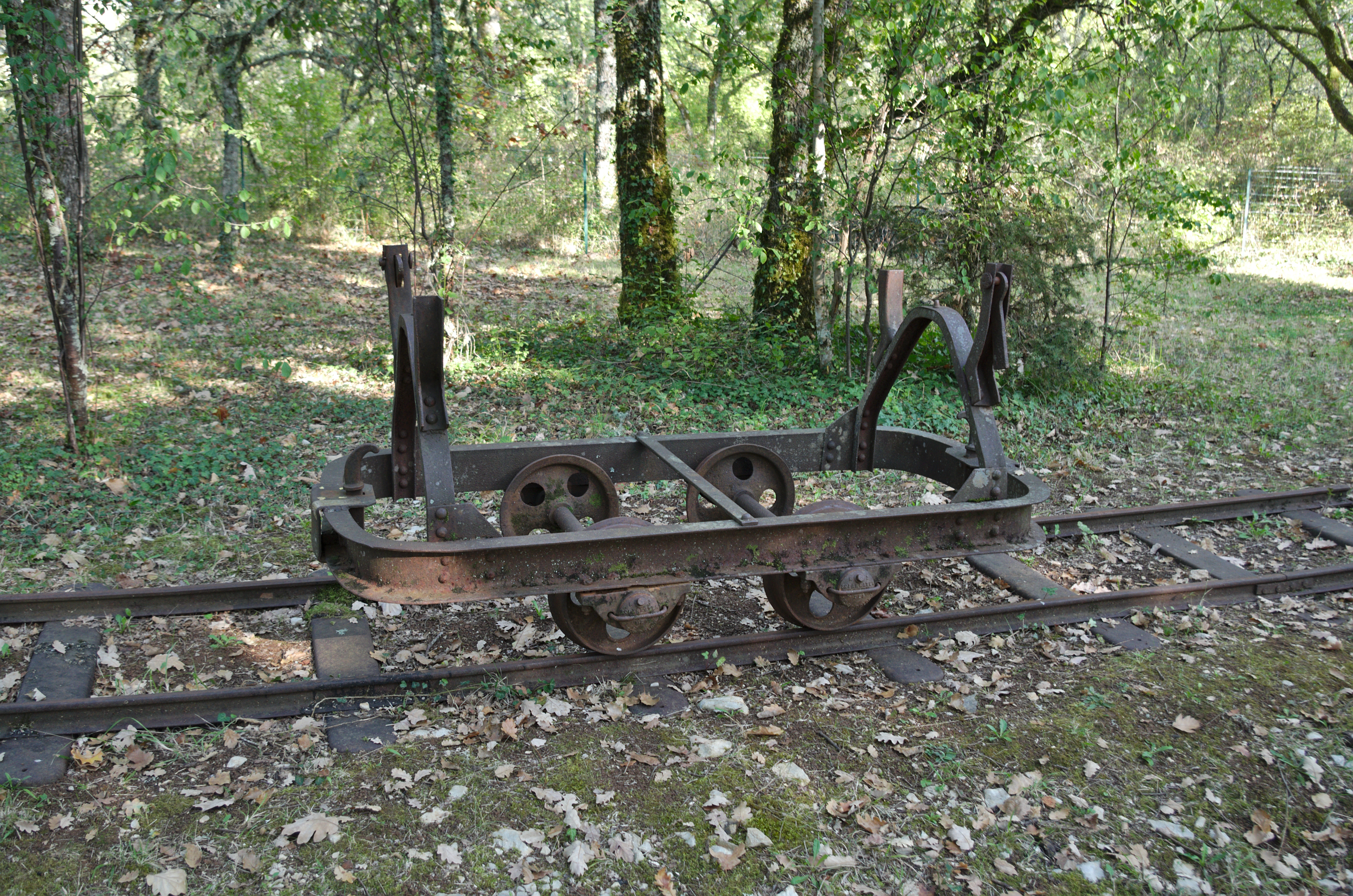
Vestige d'un wagon-tombereau Decauville utilisé pour l'exploitation de la phosphatière du Cloup d'Aural.

Les « trous à phosphates » sont découverts et mis en exploitation dans les années 1870 quand on trouve d'autres gisements. On va les compter par centaines dans toute la région où il y a des affleurements de calcaires jurassiques, c'est-à-dire, entre Cahors, Figeac, Gaillac et Montauban. C’est une véritable fièvre du phosphate qui s’empare alors du Quercy. L'enquête du Service des Mines de 1886 compte 161 centres d'exploitation de la « phosphorite du Quercy » produisant 30 000 tonnes de minerai d'une valeur d'un million de francs. Mais dès 1887, les gisements commencent à s'épuiser et 112 phosphatières ferment en 1887. La découverte des phosphates en Afrique du Nord (la Tunisie en 1899, puis l'Algérie et surtout le Maroc) va rendre l'exploitation des phosphatières du Quercy moins intéressante. En 1902, il n'en restait que deux en activité, à Cajarc et Saint-Martin-Labouval.
L'intérêt scientifique de ces mines de phosphate vient de la présence de nombreux fossiles vertébrés qui vivaient à l'ère tertiaire, entre la fin de l'Éocène et au début du Miocène, il y a environ 20 millions d'années, et qui ont, pour certains de ces fossiles ont servi de référence internationale pour la séquence standard des faunes européennes. Plus de 600 espèces d’animaux ont été identifiés dans les phosphatières.
Les phosphatières abandonnées allaient devenir des décharges publiques. Aussi, depuis 1992, une association, « Les Phosphatières du Quercy » a décidé de valoriser les phosphatières en aménageant celle du Cloup d’Aural, à Bach. Le site a ouvert ses portes au début de l’été 2000. Par ailleurs, pendant des années, il y a eu un pillage des fossiles vieux de plusieurs millions d'années qui se trouvaient dans les anciennes mines. Pour protéger les sites des mines, dont celles du Cloup d'Aural, l'État a créé la réserve naturelle nationale d'intérêt géologique du département du Lot en juin 2015
L'ancienne mine de phosphate a été inscrite au titre des monuments historiques le 10 décembre 1998. La phosphatière du Cloup d'Aural couplée avec la plage aux ptérosaures accueillent environ 30 000 visiteurs dans les années 2010.

## Explication de l'origine des phosphatières
Les exploitants de ces phosphatières se sont aperçus que la phosphorite, accompagnée d'argile sidérolithique et parfois d'oxyde de manganèse (pyrolusite), ne remplissait que des cavités dans les calcaires et les dolomies compacts du Jurassique moyen et supérieur, et très rarement du Lias. Les scientifiques ont alors eu des discussions parfois virulentes pour expliquer l'origine de ces phosphorites. Les premiers chercheurs ont expliqué qu'elle avait une origine hydrothermale. Puis la découverte de nombreux ossements fossiles ont conduit à une explication par une origine animale. Finalement, Louis Dieulafait, à partir de 1884, Eugène Fournier, en 1900, Armand Thévenin, en 1903, et Bernard Gèze, en 1937, ont montré que les phosphatières sont dues à des phénomènes karstiques. 
Il y a 170 millions d'années, le Quercy est recouvert par une mer tropicale qui dépose une boue carbonatée qui va former le calcaire des Causses du Quercy et du phosphate provenant de la décomposition de matières organiques. La mer s'est retirée du Quercy il y a environ 70 millions d'années et la région est recouverte par une forêt tropicale. L'eau de pluie s'infiltrant dans le sol calcaire y crée des grottes et des rivières souterraines. En surface, l'érosion dissout les carbonates et provoque des accumulations d'argile avec des concentrations de phosphate. 
Pour Jean Nicod, « les cavités du karst des phosphorites du Quercy, anciennes dolines d'effondrement du type cenotes et grottes sans toit, se sont développées dans les calcaires jurassiques légèrement soulevés lors de l'orogénèse pyrénéenne, en phase d'altération kaolinique et dans des conditions hydrologiques semblables à celles du karst du Yucatan ». Elles se sont comblées entre -50 et -20 millions d’années par des argiles riches en phosphate. Chaque phosphatière s’est comblée indépendamment en seulement quelques centaines ou milliers d’années. 
Des restes d’animaux ou des débris végétaux y ont été entraînés et ont été fossilisés. En 2018, de minuscules guêpes parasitoïdes fossiles (moins de 1 millimètre de long), appartenant au genre éteint Xenomorphia y ont été découvertes à l'intérieur de nymphes fossiles de mouches.